# Partido Popular
Partido Popular (skraćeno PP; hrvatski Pučka stranka) je španjolska parlamentarna stranka desnog centra.
Nasljednica je konzervativne stranke Alianza Popular (AP) osnovane 1976. Sadašnje ime nosi od 1989. godine. Nacionalni predsjednik stranke od 2004. je Mariano Rajoy. On je nasljedio José María Aznar, koji obnaša dužnost počasnog predsjednika stranke.
Trenutno čini najjaču oporbu vladajućoj PSOE.

## Povijesni razvoj (1976. – 1989.)

### Alianza Popular (1976.)
U počecima sedamdesetih godina prošlog stoljeća Manuel Fraga Iribarne pokrenuo je inicijativu među istomišljenicima za osnivanjem stranke Alianza Popular koja bi bila reformističkog duha, ali konzervativnog karaktera, s ciljem ponuditi španjolskom društvu novu političku alternatvu, tako da je okupio u koaliciju sedam malih konzervativnih stranaka, neke predvođene istaknutim čimbenicima političkog života za vladavine Francisca Franca.
Na prvim izborima nakon demokratskih promjena ostvarili su skroman rezultat s 8.2 % glasova, a koji su im donijeli 16 zastupničkih mjesta.

### Coalición Democrática (1979.)
Nakon skromnih rezultata Alianze popular formirala se nova koalicija stranaka za izbore 1979 na kojima su se predstavili pod imenom Coalición Democrática. Predsjednički kandidat bio je Manuel Fraga. Promjena imena nije urodila plodom jer su poželi gore rezultate nego pod imenom Alianza popular, sa 6% glasova i 10 zastupničkih mjesta.

### Coalición Popular (1986.)
Godine 1982 Alianza Popular sklapa koalicijski savez s Partido Demócrata Popular i Partido Liberal pod nazivom Coalición Popular. Koalicija se zalagala za oštriju borbu protiv terorizma, privatizaciju javnih poduzeća, te za smanjenje troškova državnog proračuna i poreza. Koaliciji gubi izbore i pobjedu odnosi Socijalistička stranka Španjolske (PSOE). Nakon ponovnog gubitka izbora 1986. Alianza Popular ulazi u tešku krizu.

## Partido Popular u doba Aznara (1989. – 2004.)
U siječnju 1989. Alianza Popular mijenja naziv u Partido Popular. Na čelo stranke biva izabran José María Aznar. Partido Popular razumije se kao kršćansko-konzervativna stranka.
Na prijevremenim izborima 3. ožujka 1996. PP dobiva 38.8% glasova, i njihov klub zastupnika u španjolskom parlamentu s 156 zastupnika (od 351) postaje najača, ali nema apsolutnu većinu. PP stvara koaliciju s manjim regionalističkim strankama i u svibnju 1996. José María Aznar
postaje predsjednik Vlade. 
Na izborima 12. ožujka 2000. Partido Popular osvaja do tada najveću izbornu pobjedu i dobiva 45.2% glasova, te 183 od 350 zastupničkih mjesta. 
Na jesen 2002. potonuće naftnog tankera na obali Galicije izaziva veliki skandal zbog lošeg kriznog menadžementa Vlade i komunikacijske politike omalovažanja ekološke katastrofe. Daljni pad ugleda stranke je bio otpor javnosti zbog potpune podrške američke politike u ratu u Iraku. 
Zbog pogrešno vođene krizne komunikacije konzervativne vlade povodom terorističkih napada na nekoliko vlakova u Madridu 11. ožujka 2004., tri dana prije parlamentarnih izbora, već očekivana pobjeda stranke pretvorena je u poraz, a većinu osvaja Španjolska socijalistička stranka (PSOE), Partido Popular odlazi u oporbu.

## Parlamentarni izbori 2008.
Aznar se 2004. povukao te predsjednikom stranke postaje Mariano Rajoy.
U pripremi za parlamentarne izbore 2008. Mariano Rajoy 10. rujna 2007. biva izabran za premijerskog kandidata.
Izbori za španjolski Las Cortes Generales održat će se 9.ožujka, službena kampanja počinje 22. veljače 2008.

## Politički podmladak
Politički podmladak zove se Nova Generacija Pučke stranke (Nuevas Generaciones Partido Popular, NNGG).

## Članstvo u međunarodnim organizacijama
Partido Popular članica je:
- Europske pučke stranke (EPP)
- Međunarodne demokratske unije (IDU)

## Vanjske poveznice
- Partido Popular - službena stranica stranke